# Restes del Pont Gòtic
Restes del Pont Gòtic és una obra de Lleida.

## Descripció
Es tracta d'un pont de set arcs situat sobre el riu Segre que actualment s'ha refet de nou. A les restes antigues del pont el primer arc naixia davall del núm. 3 del carrer Arc del Pont. Es pot observar la perfecció de la volta i els blocs de pedra usats per a la construcció són relativament petits.

## Història
Fou construït sobre les restes del pont romà que feu aixecar el Juli Cèsar l'any 49 aC. El pont actualment segueix la mateixa línia del pont medieval, no obstant el pont vell era més llarg que l'actual. El 7 de juliol de 1660 es feu reparar, ja que les inundacions l'havien deixat malmès.